# Tacle

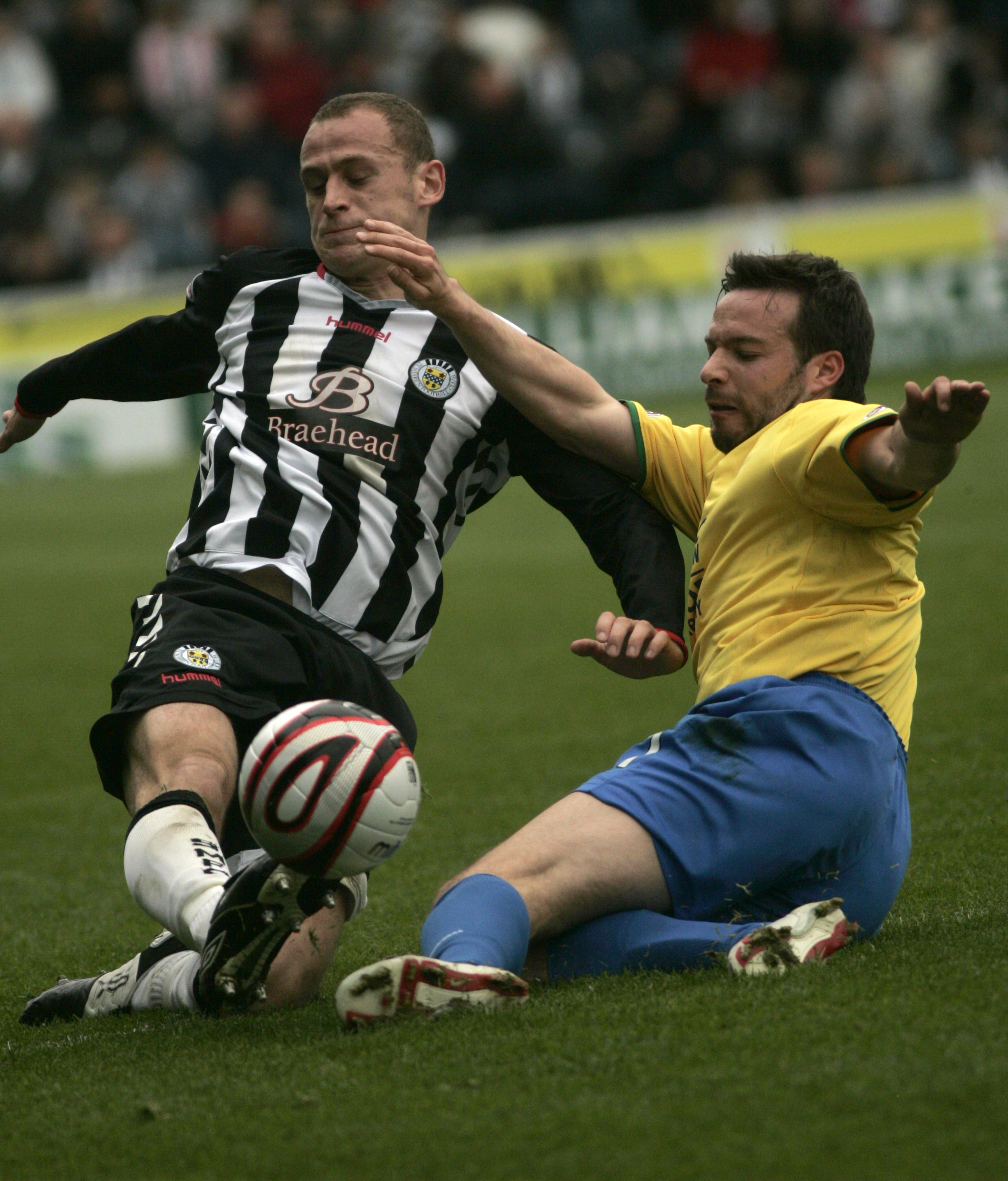
Un tacle au football.

Un tacle est une manœuvre utilisée dans le football pour déposséder, à l'aide d'un coup de pied, un joueur adverse de son ballon, et dans le rugby pour plaquer au sol un joueur en possession du ballon.

## Origines
« Tacle » est la francisation du substantif anglais tackle, pris dans l'acception de « plaquage », employé dans le rugby. Le verbe français « tacler » correspond au verbe anglais to tackle, au sens de « saisir », « empoigner » une personne. Selon le linguiste Jean Tournier, le mot a fait son apparition en français en 1954.

## Football
En football, le tacle est une action défensive qui consiste pour un joueur, à tenter, par un coup de pied unique, de déposséder du ballon l'adversaire, sans nécessairement chercher à s'en emparer. S'il est violent, en portant un coup ou une bourrade dans le dos du joueur adverse (on parle alors de « tacle par derrière »), ce geste, qui provoque souvent la chute, peut être sanctionné par un coup franc, un avertissement avec un carton jaune, voire une expulsion du terrain par un carton rouge selon la gravité et l'intensité de la faute.

## Football américain
En football américain, le tacle représente l'action de projeter au sol un joueur de l'équipe adverse en possession du ballon. 